# Derospidea brevicollis
Derospidea brevicollis es una especie de insecto coleóptero de la familia Chrysomelidae. Fue descrita en 1865 por LeConte.
Se encuentra en el sur de Estados Unidos. Se alimenta de Rutaceae, puede causar serio daño a las plantas.